# 小倉昭和館
小倉昭和館（こくらしょうわかん）は、福岡県北九州市小倉北区魚町4-2-9にある映画館。134席の1スクリーンを有する。
1939年（昭和14年）開館。2022年（令和4年）8月10日の火災で旧館が全焼したが、2023年（令和5年）12月19日に新館で営業を再開した。

## 歴史

### 旧館時代（～2022年）

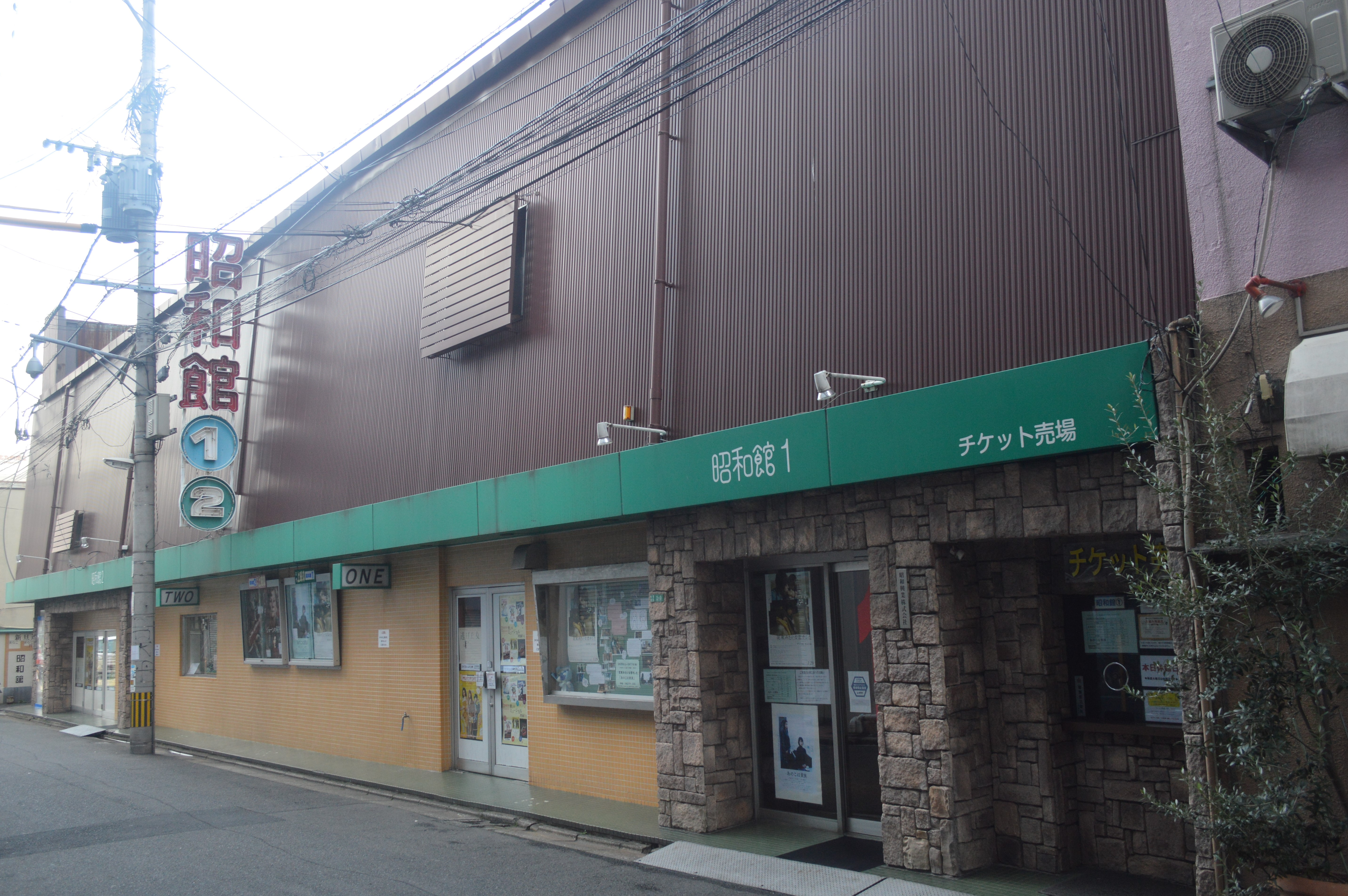
旧館

1939年（昭和14年）、映画館や芝居小屋を経営する樋口勇によって昭和館が開館した。当初は映画上映のみならず、芝居小屋としても機能する劇場であった。第二次世界大戦後は邦画の上映館となり、東映や松竹の作品を多く上映。1970年代には日活ロマンポルノを上映したこともあった。
1982年（昭和57年）には隣接するパチンコ店の跡地を改修し、小倉昭和館1・2の2館体制となった。1990年（平成2年）時点の小倉北区には当館のほかに、小倉SY松竹文化・小倉ピカデリー（室町）、小倉松竹劇場・小倉ロマン座（京町）、小倉トキワ映劇（京町）、小倉名画座1・2（京町）、小倉有楽100・150（馬借町）など、系統の異なる映画館が点在していた。1990年代は洋画ロードショー館として数々のヒット作を上映したが、市内に複数のシネマコンプレックスがオープンして競争が激化したことも重なり、2004年（平成16年）から封切館で公開が終わった作品を上映する二番館（名画座）スタイルに移行した。2代目館主は樋口昭正。
閉館を考えたこともあったが、2012年（平成24年）には昭正の娘の樋口智巳が3代目館主に就任。この時点で北九州市内の名画座は昭和館だけになっていたが、高倉健からの励ましなどもあって続け、高倉の特集や文化人や映画人を招いてのトークイベント、地元企業や行政との連携イベントなど、様々な企画を実施した。2016年1月から2月にかけて仲代達矢の特集を行った際は、同時期に北九州芸術劇場で無名塾公演『おれたちは天使じゃない』を行っていた仲代本人が訪れ、『大菩薩峠』と『無頼漢』を観賞したという逸話がある。
2013年（平成25年）から2016年（平成28年）までギラヴァンツ北九州の監督を務めていた柱谷幸一は、2015年（平成27年）12月に当館を訪れて『あん』と『アリスのままで』を観賞したことを自身のブログで明かしている。2019年（令和元年）には創業80周年を迎えた。2代目館主の樋口昭正の誕生日に開催した記念上映会では、270席の座席が満席となった。また同年、20年ぶりに赤字から脱却した。
2020年（令和2年）には新型コロナウイルスの感染拡大を受けて、3月21日からは2館のうち1館の上映を取りやめた。館内の消毒や換気などの最善を尽くしているが、観客数は通常時の3分の1程度に減少したという。4月7日には改正新型インフルエンザ等対策特別措置法に基づく緊急事態宣言が発令されたことから、4月11日から5月6日まで臨時休館した。
創業81周年となる同年8月20日の創業日にあわせ、北九州市出身の俳優である光石研や映画ファンからの寄付を原資にして、夫婦やカップルの利用を想定した2人1組で座れる机付きのソファ席「光石研シート」を導入した。これにより270席あった1号館の客席54席を撤去し、代わりに2人1組で座れるソファを6脚（12席）設置して228席となった。「光石研シート」はカップル2名が原則であり追加料金は不要だった。

### 焼失と再建

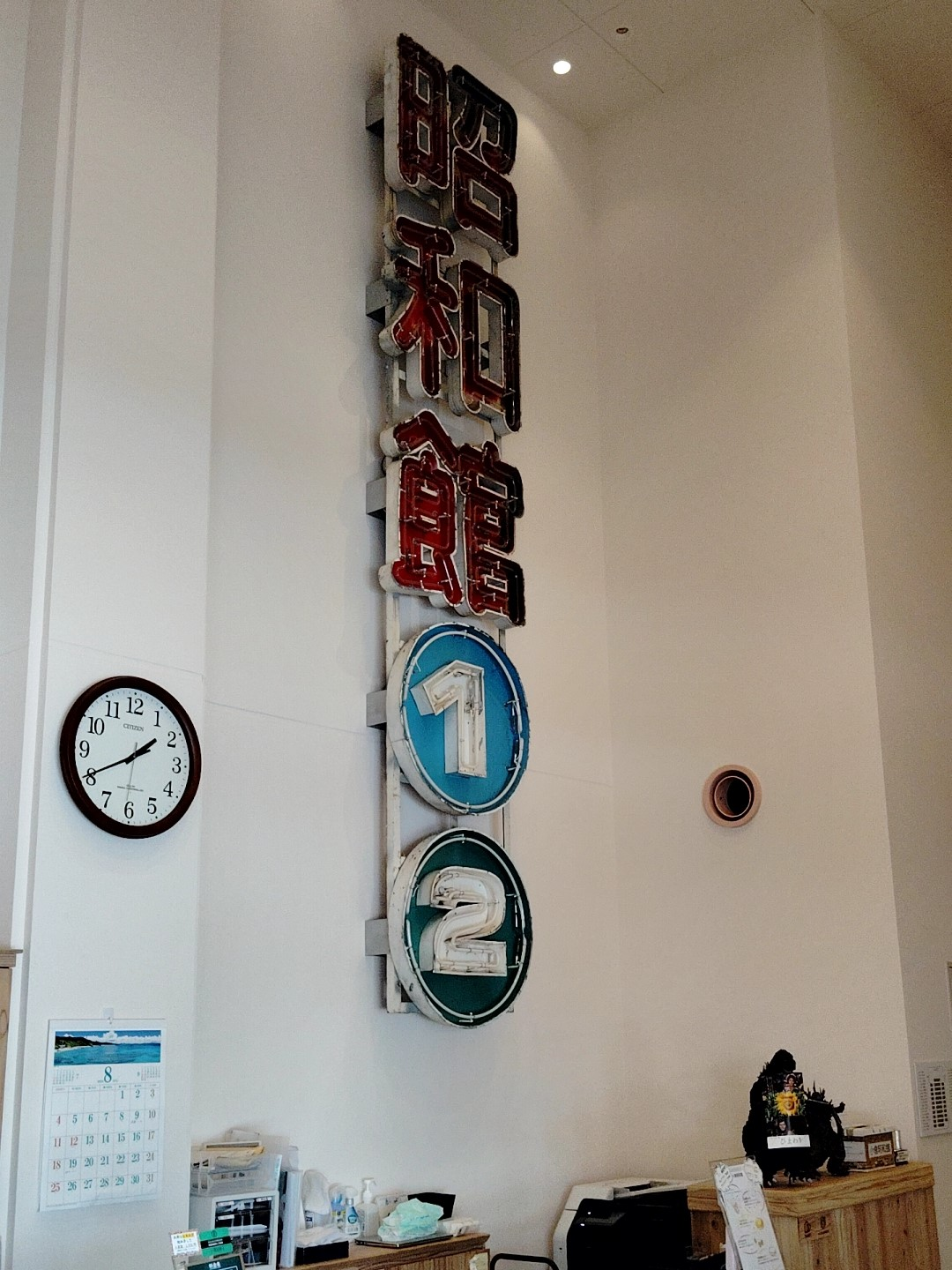
現行館に移設された旧館時代のネオン看板

2022年（令和4年）4月19日未明、隣接する旦過市場で延べ1,924平方メートル、42店舗を焼く大規模な火災が発生した。小倉昭和館は類焼を逃れ、飲食店が被災した地区のにぎわい維持のため2号館ロビーを改装して「集いの場」を設けたり、館内を被災者の休憩所として開放するなどした。しばらく営業を自粛したが、4月30日には通常上映を再開した。6月には旦過にゆかりのあるリリー・フランキー、作家の町田そのこによる復興支援のためのチャリティートークイベント（毎日新聞社主催）の会場となった。
しかし、同年8月10日に旦過市場で再び火災が発生し、当館は全焼した。配給会社から預かっていたフィルムや、高倉健が3代目館主の樋口智巳に送った直筆の手紙も被害を受けた。昭和館の全焼を受け、樋口は当初「再建する余力はない」と語っていたが、常連客をはじめとした地元住民からの励ましを受け、地域に館長が出向いて映画に関連するイベントを定期的に実施しようと試み、まずはリーガロイヤルホテル小倉で無声映画のイベントを同年11月27日に開く予定とした。
再建・再開を支援する動きも広がり、2022年11月には国内外の有志からの署名1万7千筆が北九州市長に提出されたほか、再建に必要な費用9千万円に対して、クラウドファンディングで約4千万円、義援金で約1千万円が寄せられた。館主の樋口は、高倉健から
のファンレター返信のコピーを手帳に挟んで持ち歩き、折に触れ読んで勇気づけられたといい、高倉の命日である同年11月10日、福岡県内にある高倉の碑に「一緒に夢を見させてください」と再建への決意を報告した。
2023年（令和5年）4月12日に跡地にて地鎮祭が催され、翌13日に建設工事を開始した。12月の北九州国際映画祭に合わせて再開を目指した。1スクリーンに減らし、出入り自由のパブリックスペースを設ける計画。

### 現行館時代（2023年～）
2023年（令和5年）12月8日にプレオープンして『ニュー・シネマ・パラダイス』を上映し、12月19日にグランドオープンした。

## 座席数
旧館時代
- 昭和館1：228席（椅子の色は緑）※2020年8月の光石研シートの設置以前は270席
- 昭和館2：100席（椅子の色は赤）

現行館時代
- 134席

## 関連文献
- 樋口智巳『映画館を再生します。 小倉昭和館、火災から復活までの477日』文藝春秋、2023年。ISBN 9784163917801。